# Теколотлан
Теколотла́н (исп. Tecolotlán) — город в Мексике, в штате Халиско, входит в состав одноименного муниципалитета и является его административным центром. Численность населения, по данным переписи 2020 года, составила 9668 человек.

## Общие сведения
Название Tecolotlán с языка науатль можно перевести как: место обитания сов.
В 1524 году регион был покорён племянником Эрнана Кортеса, конкистадором Франсиско Кортесом. Была основана энкомьенда, которой управляли Педро Гомес и Мартин Монхе. В 1525—1526 годах началась евангелизация местного населения под руководством Хуана де Падильи.
В 1599 году францисканцами было начато строительство храма Святого Августина, реконструированного в период с 1868 по 1894 годы.
8 июля 1993 года поселение получило статус вильи.
Теколотлан расположен в 110 км к западу от столицы штата, города Гвадалахара, на федеральной трассе 80.

## Население
| Год  | Численность | Численность |
| ---- | ----------- | ----------- |
| 2000 | 8174        | [ 7 ]       |
| 2005 | 8366        | [ 8 ]       |
| 2010 | 9189        | [ 9 ]       |
| 2020 | 9668        | [ 10 ]      |